# Josef Sterzenbach
Josef Sterzenbach, född 15 februari 1973 i Stockholm, är en svensk tv-producent, redaktör och manusförfattare.
Josef Sterzenbach har arbetat mycket med Kristian Luuk, bland annat i 14 av de 15 säsongerna för pratshowen Sen kväll med Luuk. Samarbetet fortsatte på Melodifestivalen år 2007 och år 2008 på SVT och som bisittare vid Eurovision Song Contest 2007 och 2008. 
Josef Sterzenbach har även varit redaktör för program som Stjärnorna på slottet (SVT), Tillsammans mot cancer (Sjuan), Moraeus med mera (SVT), Hellenius Hörna (TV4), Agnetas Nyårskarameller (TV4), Studio Pop (Svt), Popcirkus (SVT), Lilla Landet Lagom (Kanal5), Sanningen Bakom (TV3), Kristallen (SVT), Grammisgalan (TV4), Present (ZTV), SimonTV, Världens Humorkväll (TV4) med mera. Samt skrivit manus till Fredag hela veckan (TV4), Stjärnkockarna (TV3), Uggla Rheborg Ulveson (Cirkus), Nanne "Vild" (Hamburger Börs), Rockbjörnen (Aftonbladet), Fortet (TV4), Dan Bäckman, Augustpriset, Sime Awards, Filharmonikerna i det gröna med mera. 